# Église Saint-Blaise de Saint-Sauveur-en-Rue
L'église Saint-Blaise est une église datant de la fin du XIe siècle et qui a été reconstruite entre 1900 et 1902. Pendant l'époque médiévale, elle a été l'église principale du prieuré de Saint-Sauveur. Aujourd'hui, très peu de vestiges de l'ancienne église médiévale existent.

## Histoire
L'histoire de l'église de Saint-Sauveur est très intéressante puisque c'est l'un des éléments principaux du prieuré de Saint-Sauveur. 

### L'ancienne église (fin XIe siècle-1900)
L'ancienne église a été construite à la fin du XIe siècle, et alors consacrée par Guy de Bourgogne, archevêque de Vienne et futur pape sous le nom de Calixte II. Elle remplace une autre église. 

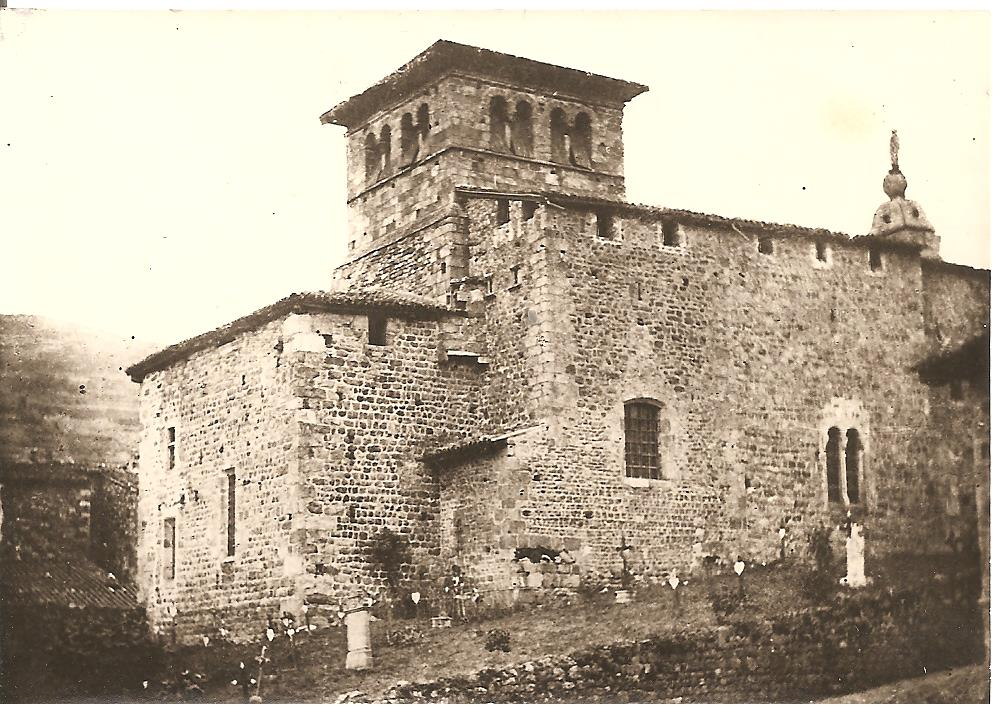
L'ancienne église vue du cretel, avec l'ancien cimetière à côté de l'édifice

L'intérieur de cette église était composé d'une abside semi-circulaire qui était décorée par cinq arceaux soutenus par des colonnes jumelles couronnées de chapiteaux ornés de figures ou de feuillages. Un de ces chapiteaux représentait un homme crachant des serpents et un autre représentait un évêque en train de bénir. Il y avait sous la nef, au-dessus de la porte principale, une tribune datant du XVIe siècle, établie sur une voûte à nervures qui portait les armes du prieur Nectaire de Saint-Nectaire. Il y avait très peu de vitraux et d'ouvertures ; quand il y en avait, ceux-ci étaient de petite taille. Cette église est typiquement de style médiéval. 
Un petit clocher se trouvant au-dessus de l'entrée principale accueillait une cloche, le clocher principal se trouvait au-dessus du transept de l'église. 
Il y avait une petite ouverture qui éclairait une crypte au nord de l'abside. Elle date probablement d'avant la construction de l'ancienne église. Cette crypte existe toujours aujourd'hui, en face de la salle des fêtes.   
L'église servait aussi à la défense de la cité puisque les murs se situant du côté nord-est, face à l'actuelle salle des fêtes, ont été aménagés à la fin du XIVe siècle lorsque les fortifications du village ont été construites. Il est très peu probable que les remparts allaient plus loin notamment à cause des pentes et de la rivière le Dérot en contrebas de l'église.

### La reconstruction (1898-1902)
L'église prieurale devenait de plus en plus vétuste. Les murs étaient en très mauvais état. Les autorités locales, notamment le maire de l'époque Jean Roux, ont préféré la rénovation de l'église que d'en construire une nouvelle. Les premières démarches pour faire la rénovation commencent en 1898. La restauration est alors confiée à Sainte-Marie Perrin, architecte qui a fini la basilique de Fourvière à Lyon. 
En juin 1900, la préfecture de la Loire donne l'autorisation de commencer les travaux de la rénovation de l'église. La rénovation consistait à consolider les murs en abattant ceux qui avait été ajoutés et en ajoutant des bas-côtés. Une campagne de souscription a été réalisée. La famille Jarrosson a par ailleurs participé très fortement au financement des travaux. 
Mais en juillet 1900, à la suite d'une étude des murs de l'église, et notamment avec l'affaissement de l'un d'entre eux, il est rapporté par l'architecte le très mauvais état de l'église et l'impossibilité de la rénover. La décision a été prise de la détruire. Cette démolition a suscité un scandale de la part de la population du village. Les vestiges les plus importants seront conservés. L'adjudication de l'église est faite par le conseil municipal le 29 avril 1901. L'église sera bénie en 1902.  

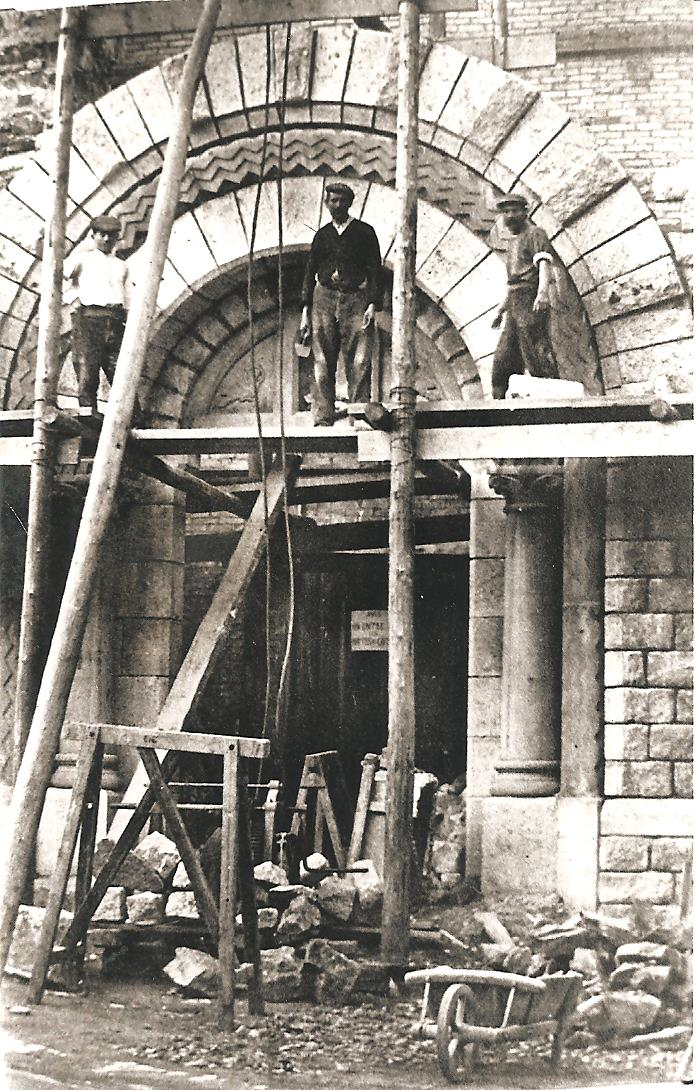
Construction de la nouvelle église

### L'église actuelle
L'église actuelle, autrement appelée La nouvelle église dans les documents historiques, est de dimension plus grande que l'ancienne. Architecturalement, elle présente des similitudes avec l'ancienne église en ayant aussi une abside semi-circulaire avec des doubles colonnes. Celles-ci sont composées de chapiteaux habillés de feuillage. La nef est plus grande et beaucoup plus lumineuse. L'entrée de l'église a été agrandie du côté de l'actuelle place du 11-Novembre avec un portail décoré. Elle a été agrandie aussi du côté de l'abside avec le rajout d'un déambulatoire. Les bras latéraux sont plus grands ainsi que les bas-côtés. Les formes de la nouvelle église sont beaucoup plus géométriques que celles de l'ancienne.
La tour du clocher accueille six cloches, avec quatre horloges de chaque côté de la tour. Le clocher a été surélevé par rapport à l'ancienne église. La façade avant accueille deux petites tourelles de part et d'autre de l'église. De chaque côté de l'entrée, un escalier monte dans les tourelles en passant par le balcon se trouvant au-dessus du narthex. 
Le baptistère se trouve sur le côté droit lorsque l'on rentre dans l'église. La sacristie se trouve dans une salle à droite de l'autel. Parallèlement à la sacristie, à gauche de l'autel, une autre salle sert de local de rangement. Dans chacune de ces deux salles, un escalier en colimaçon monte dans la tour du clocher. Deux autres pièces sont présentes au niveau inférieur de la sacristie et du local de rangement. Ces deux pièces servent aussi de local de rangement pour des associations, l'une d'entre elles servait de bibliothèque paroissiale jusque dans les années 1980. On accède dans chacune de ces pièces par les côtés latéraux extérieurs, en face de la salle des fêtes et dans la rue de l'église.
À l’extérieur de l'église, en face de la salle des fêtes, il y a un porche avec les plans de l'ancienne église bâti sur un mur un brique rouge, les chapiteaux des colonnes de l'ancienne abside posés devant le plan. Il y a aussi le vestige des armes de Nectaire de Saint-Nectaire qui étaient présentes dans l'ancienne église. La crypte que voulait préserver l'architecte se trouve derrière le mur en brique, mais il n'y a aucun accès à cet endroit.

#### Bas-relief
Le bas-relief qui se situe au-dessus du portail a été fini en 1905. Il est visible depuis la place du 11-Novembre. 
Sur ce bas-relief, on peut distinguer la phrase hic est saluatt mundi sur la gauche de la structure, qui signifie "il est le sauveur du monde". En dessous de cette phrase, on retrouve les personnages de saint François-Régis, saint Robert et du pape Pie X.
Sur le côté droit, il y a la phrase saluabo gregem meum, qui signifie "je sauverai mon troupeau" et qui est issue d'Ezéchiel dans la Bible, au chapitre 24, verset 32. Sous cette phrase, nous retrouvons les personnages de Calixte II, de Jean-Marie Vianney et Marcellin Champagnat.
Ce bas-relief apporte un double sens d'interprétation : 
- Interprétations simples : la présence de personnages historiques importants du prieuré de Saint-Sauveur avec saint Robert, fondateur du prieuré, saint François-Régis, qui a permis de rechristianiser la région lors des guerres de religion, Calixte II, à qui on a dédié la construction de l'église médiévale et qui a été l'un des premiers prieurs de Saint-Sauveur et Marcellin Champagnat, originaire de Saint-Sauveur par sa mère et fondateur des Maristes. Pie X étant le pape à l'époque de la construction de l'église et Jean-Marie Vianney étant un curé exemplaire ayant fait des miracles dans la Dombes.
- Interprétations secondaires : la présence de Pie X, pape très hostile à la loi de séparation de l’Église et de l’État la même année, montre l'hostilité des habitants de Saint-Sauveur aux politiques anticléricales des gouvernements français. Cela est dû notamment, et très probablement, au passé du prieuré. La présence de Jean-Marie Vianney, curé exemplaire qui a su remettre la Dombes dans une position très pieuse au XIXe siècle, peut montrer comme se personnage est vu comme un exemple.

## Mobilier

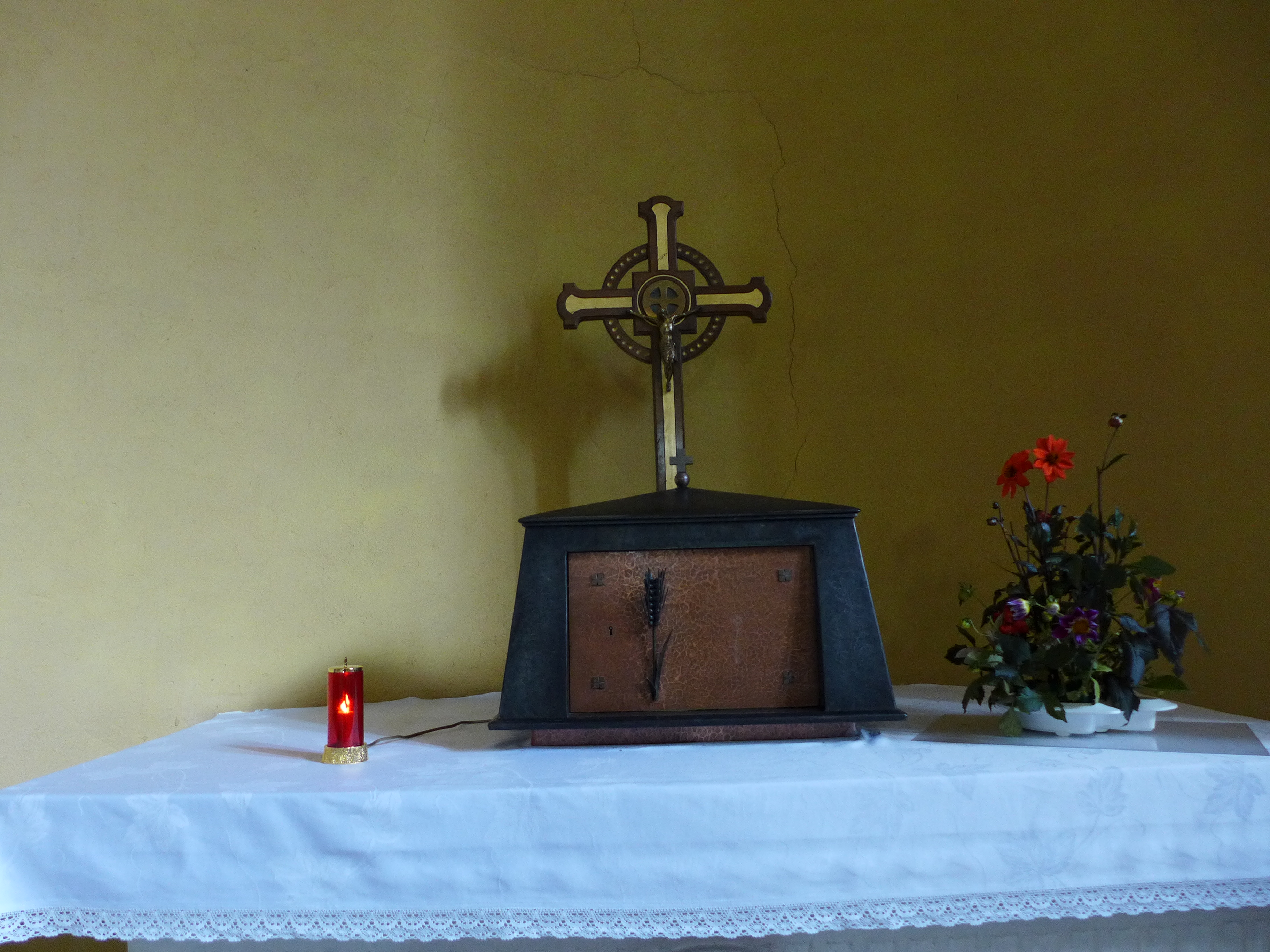
Tabernacle de l'église
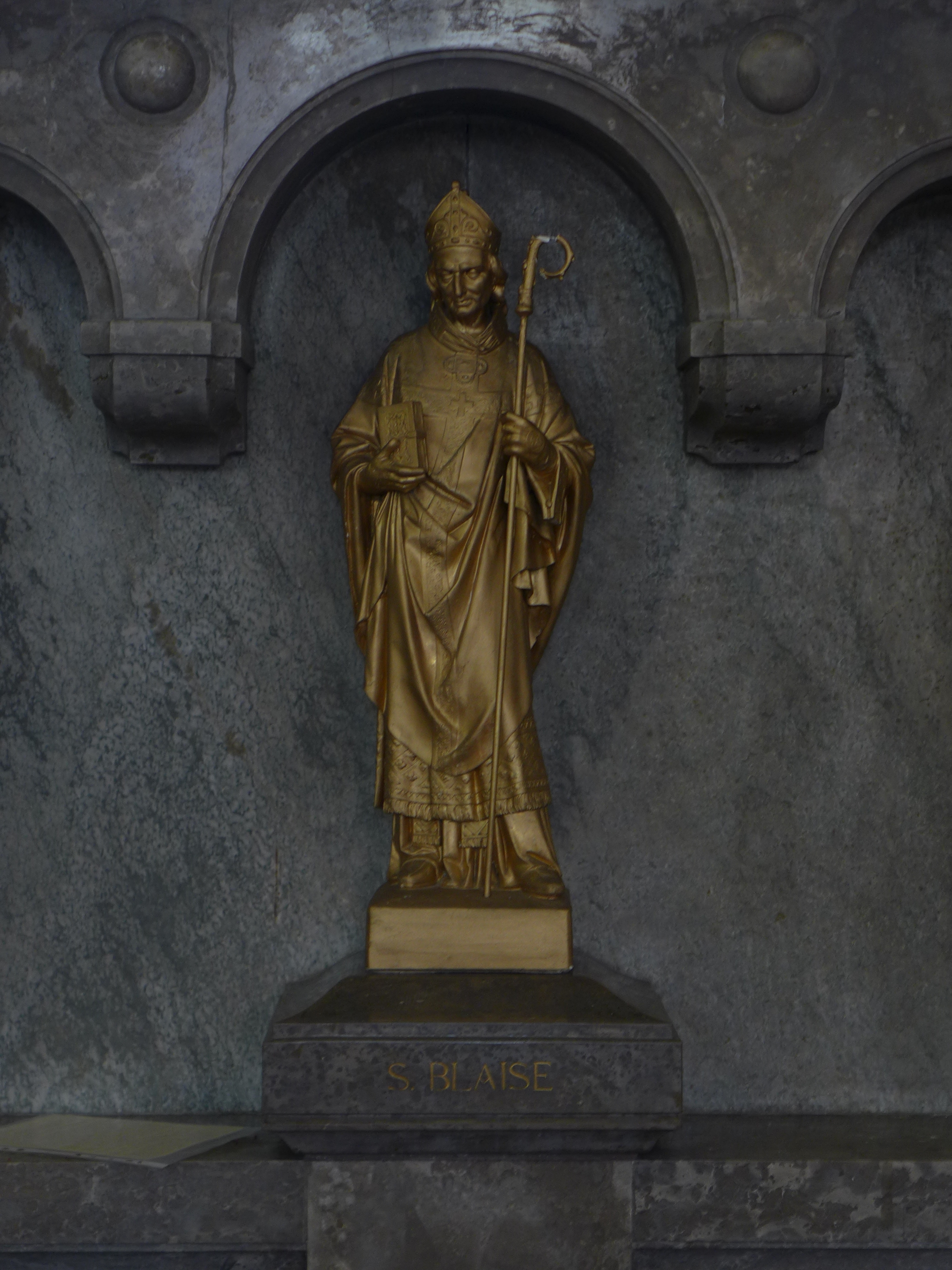
Statue de saint Blaise se trouvant du côté gauche de l'entrée
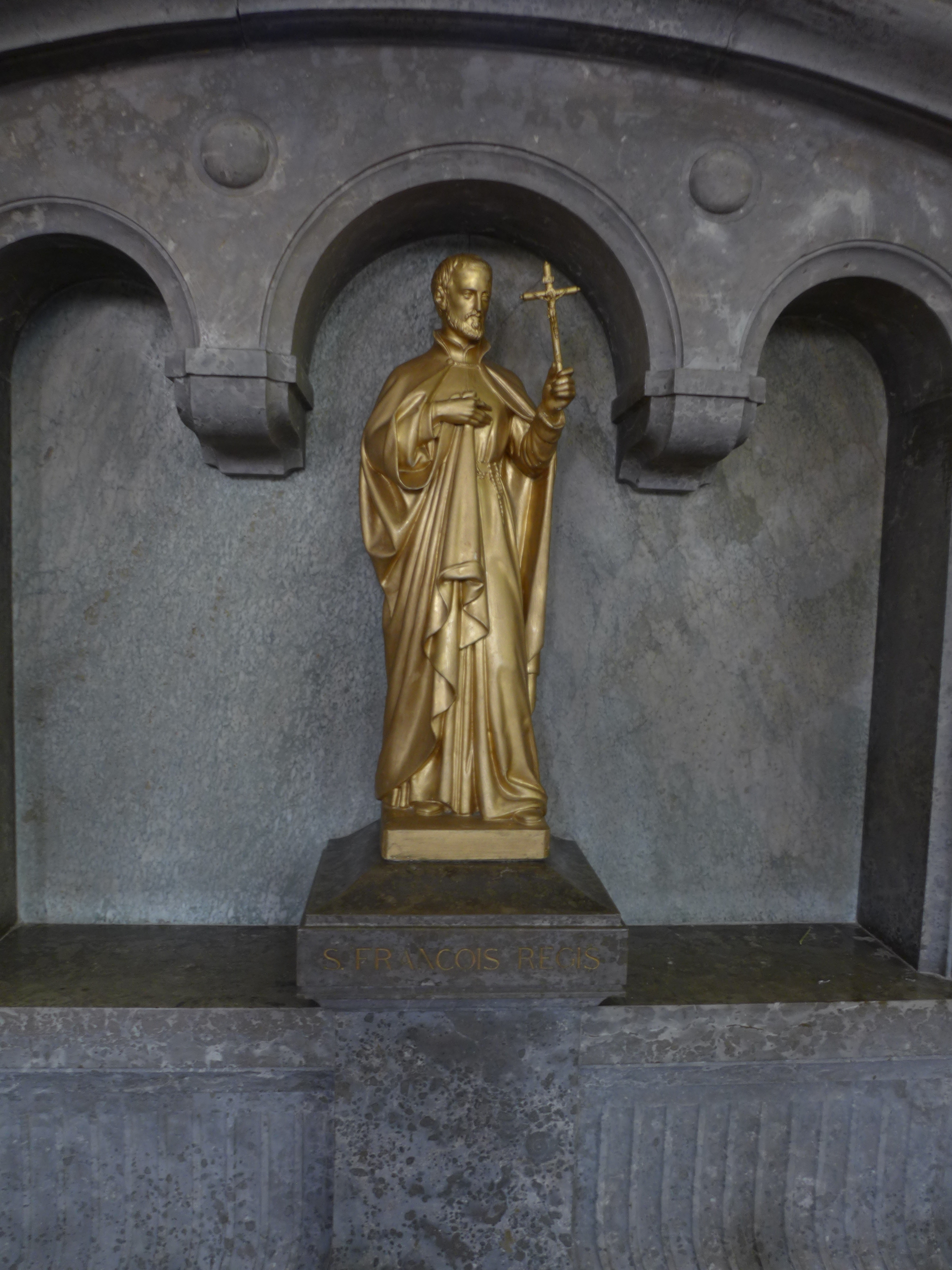
Statue de saint François-Régis se trouvant du côté droit de l'entrée
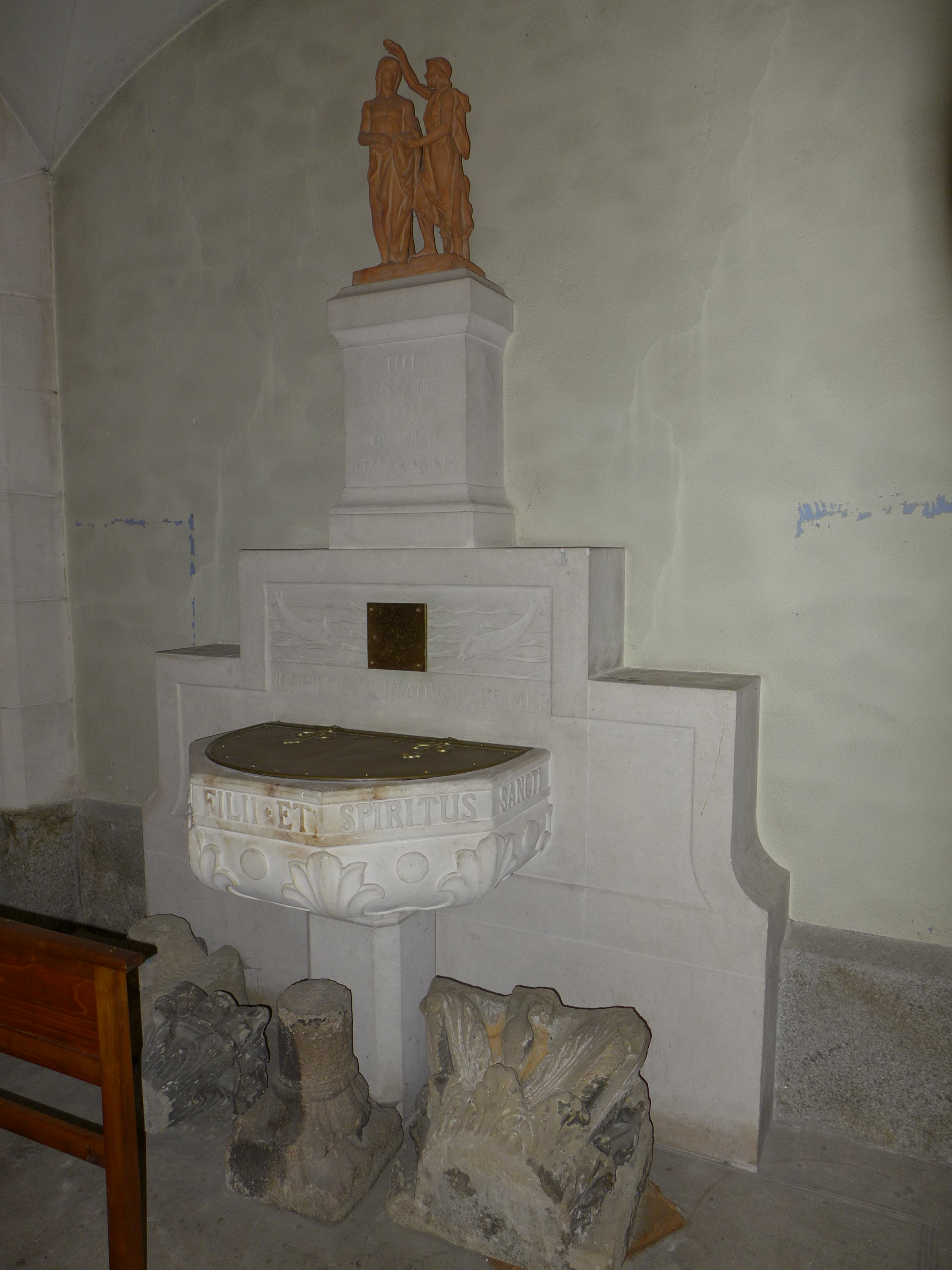
Le baptistère de l'église

## Galerie photos

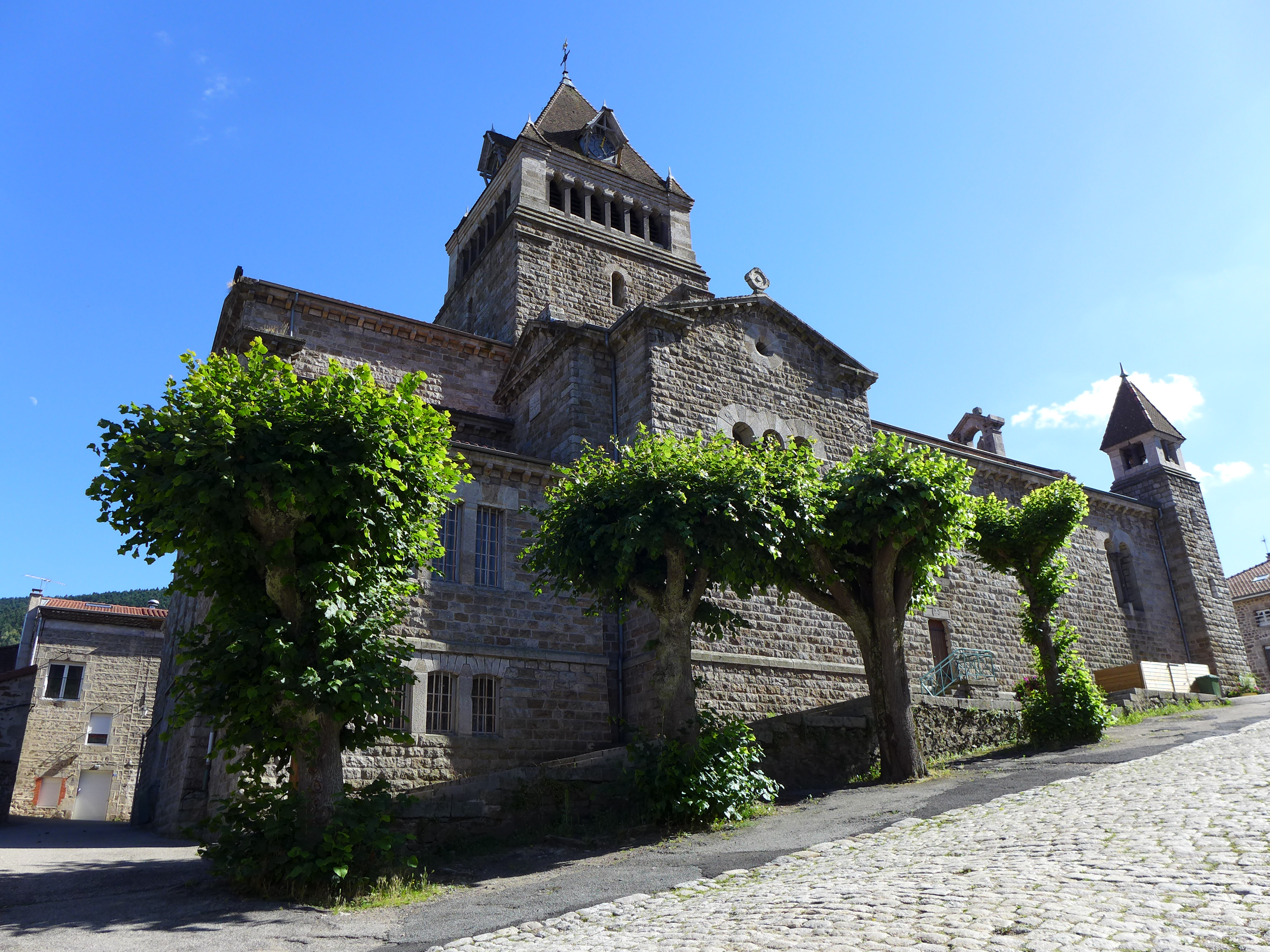
Photo de l'ensemble de l'église vu depuis le cretel
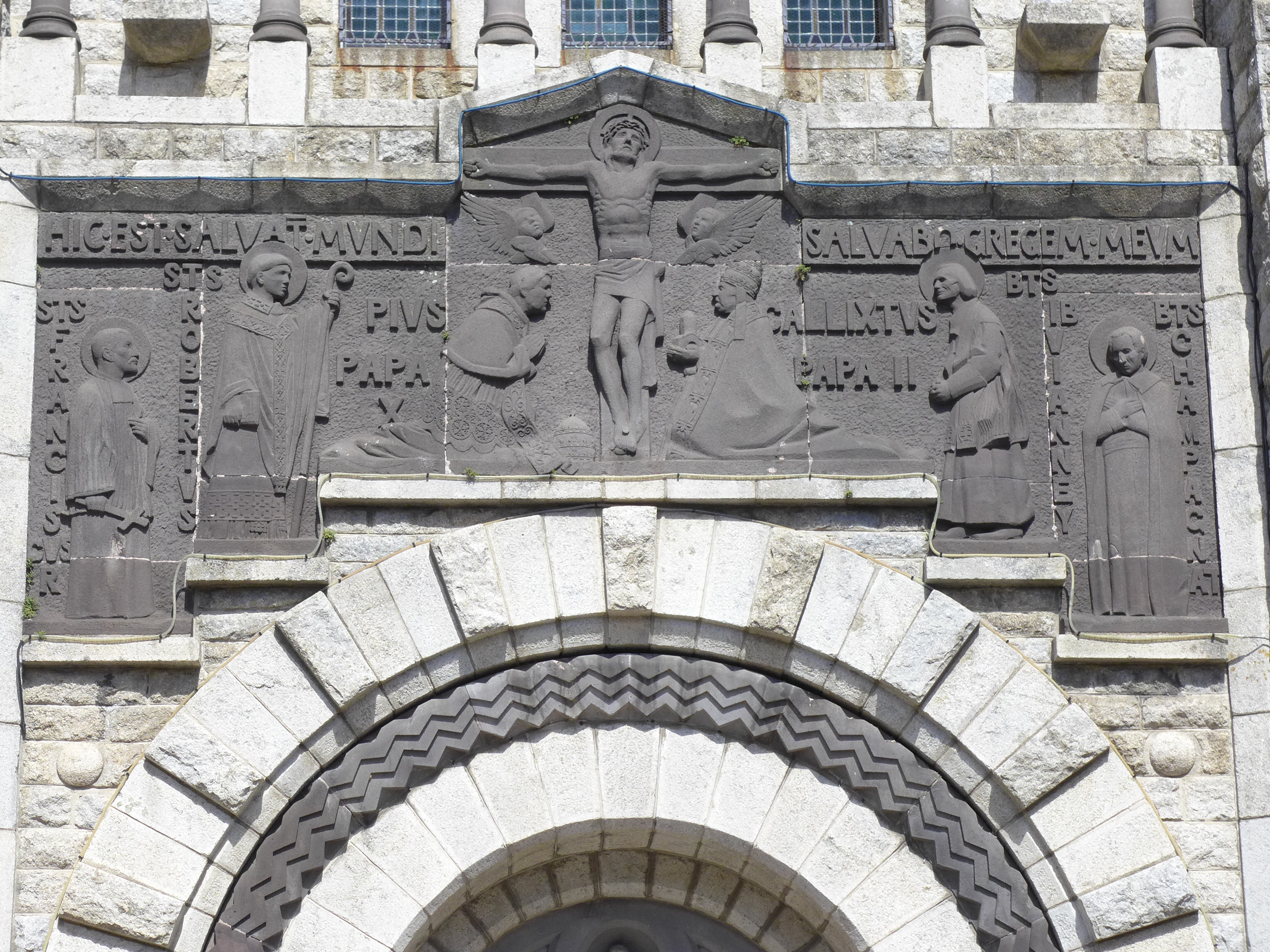
Détails du bas-relief se trouvant au-dessus du portail
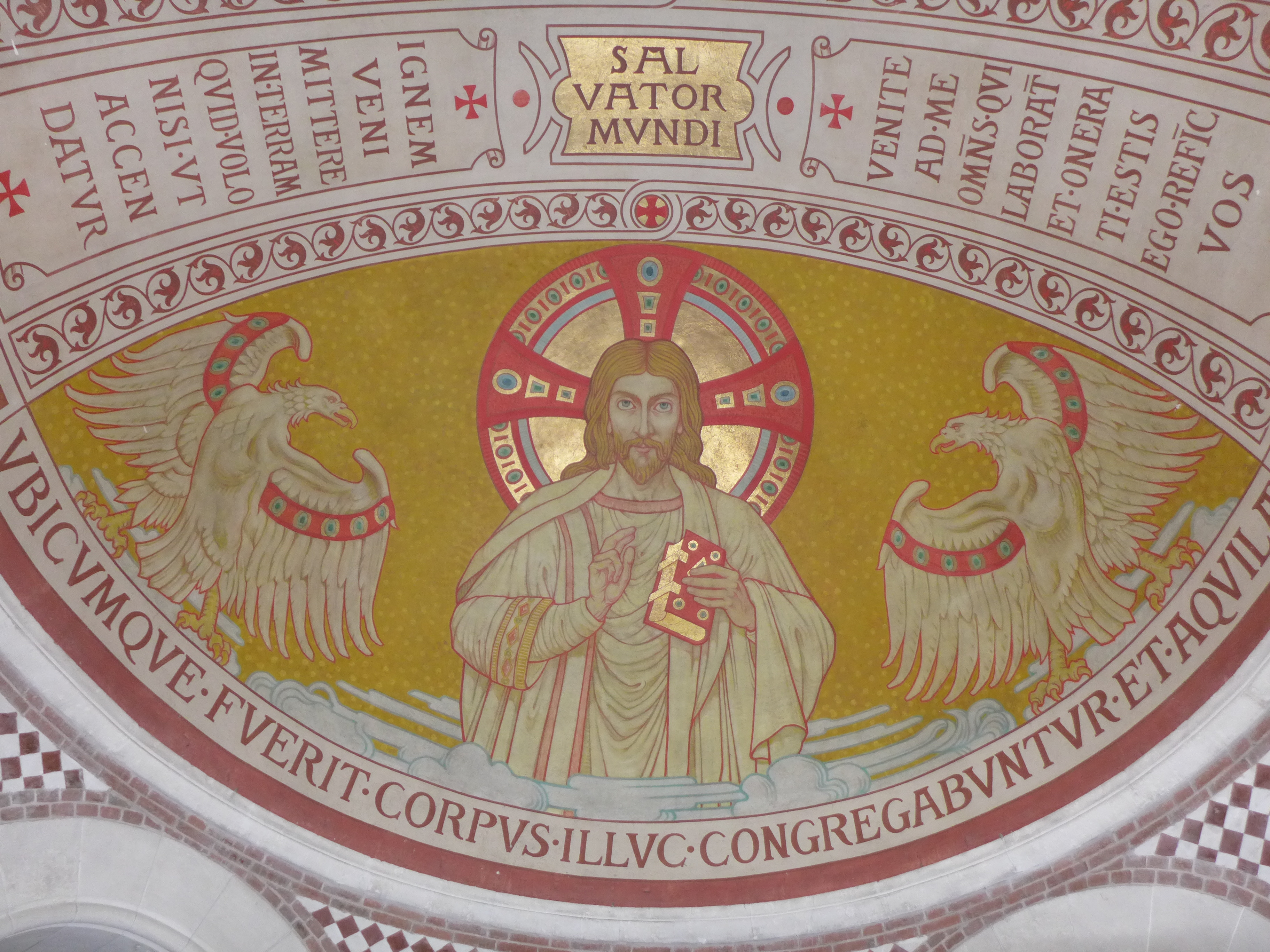
Fresque se trouvant au-dessus de l'abside
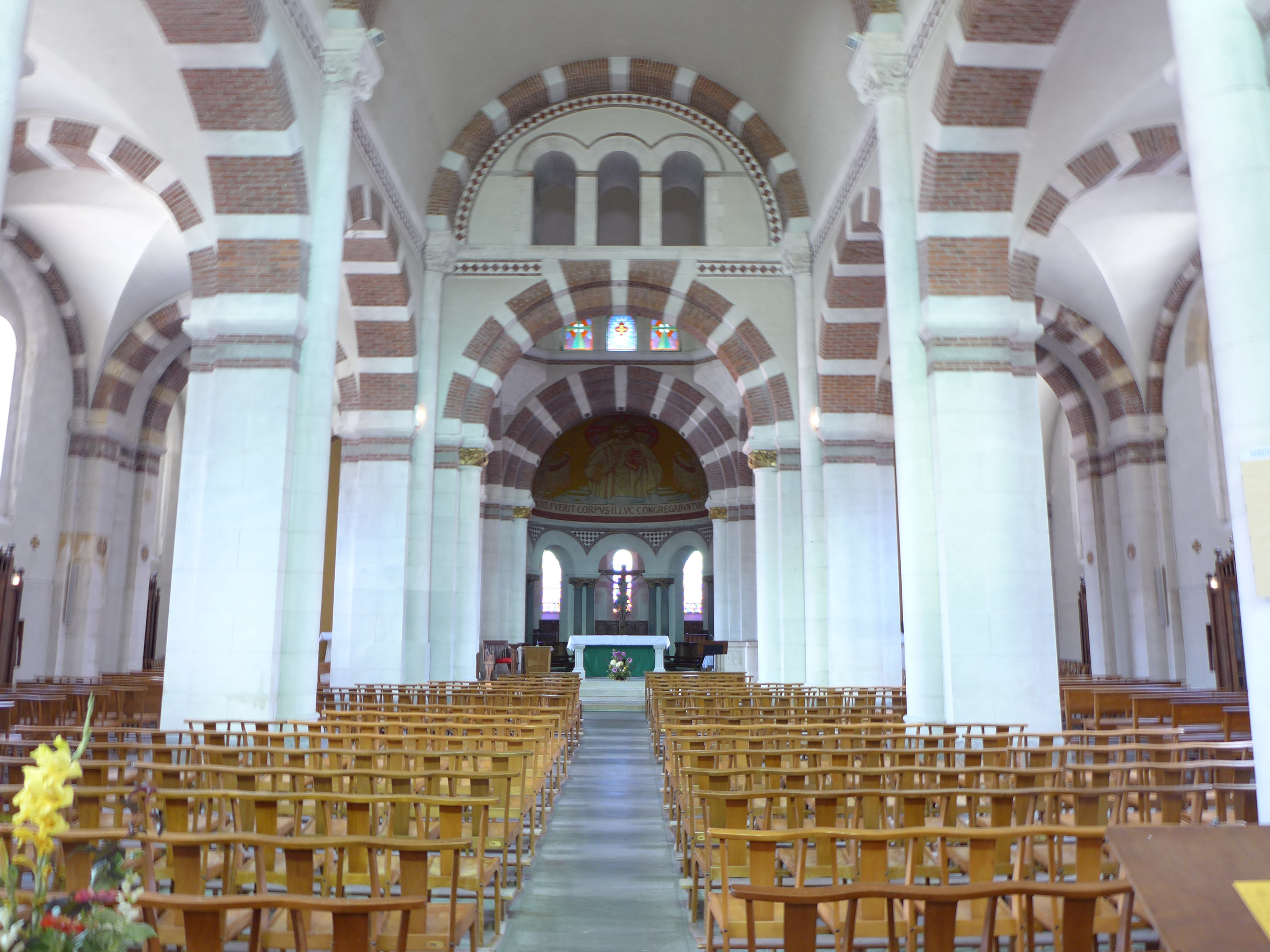
Nef centrale de l'église
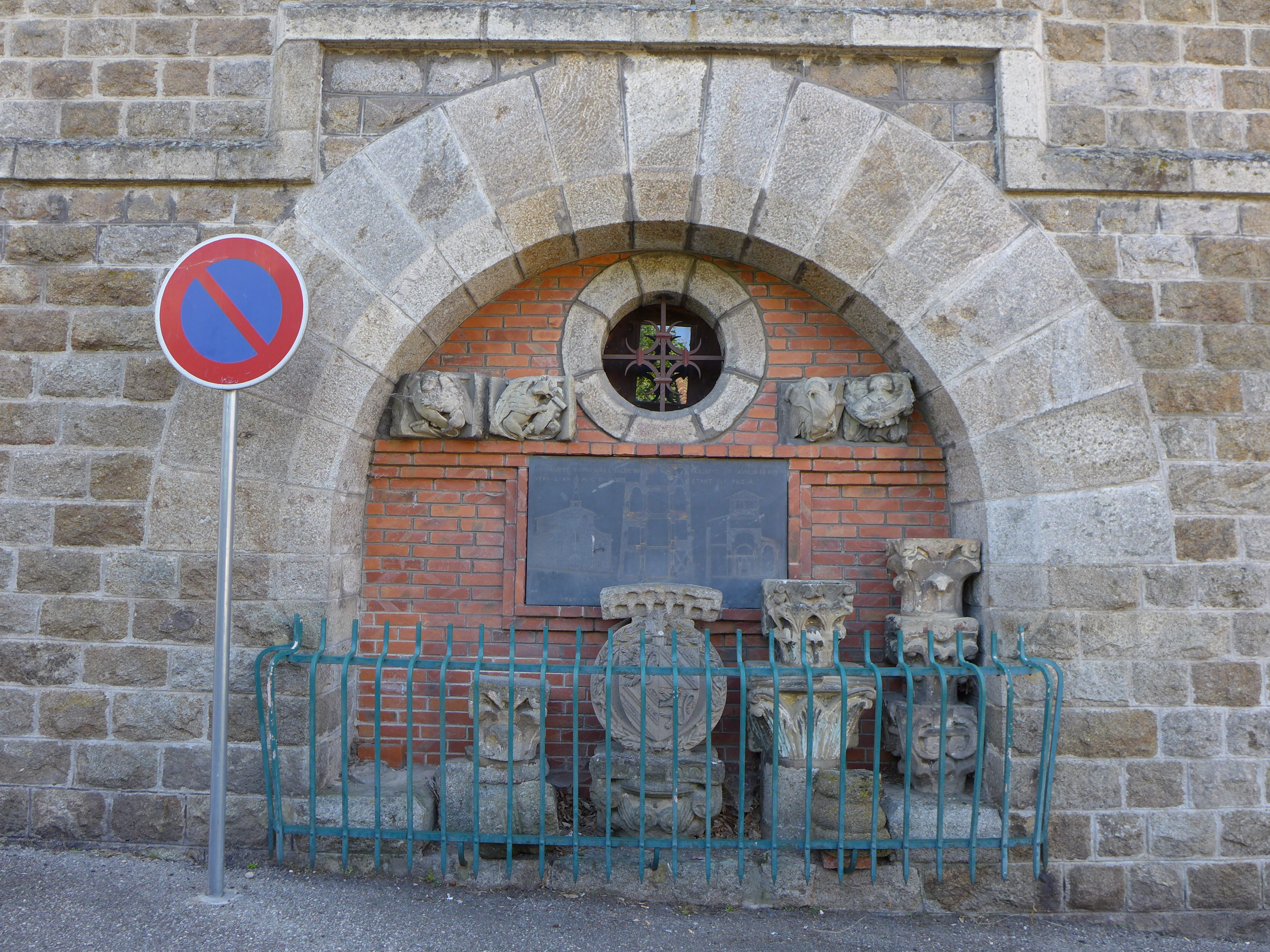
Les vestiges de l'ancienne église en face de la salle des fêtes avec son plan gravé sur la plaque noire. La crypte se trouve derrière le mur en brique.
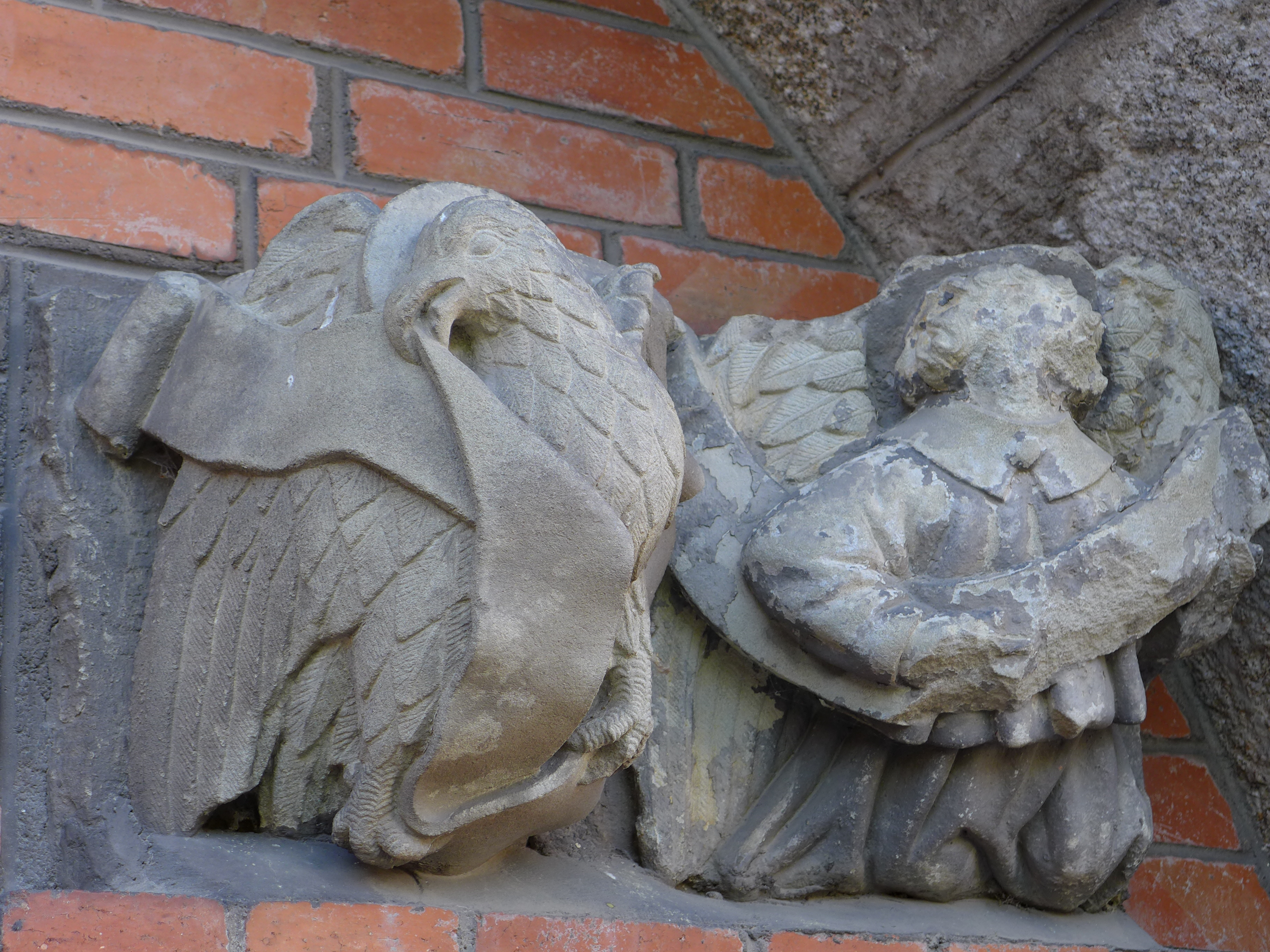
Un cul-de-lampe représentant l'aigle de l'évangéliste saint Jean : vestige de l'ancienne église
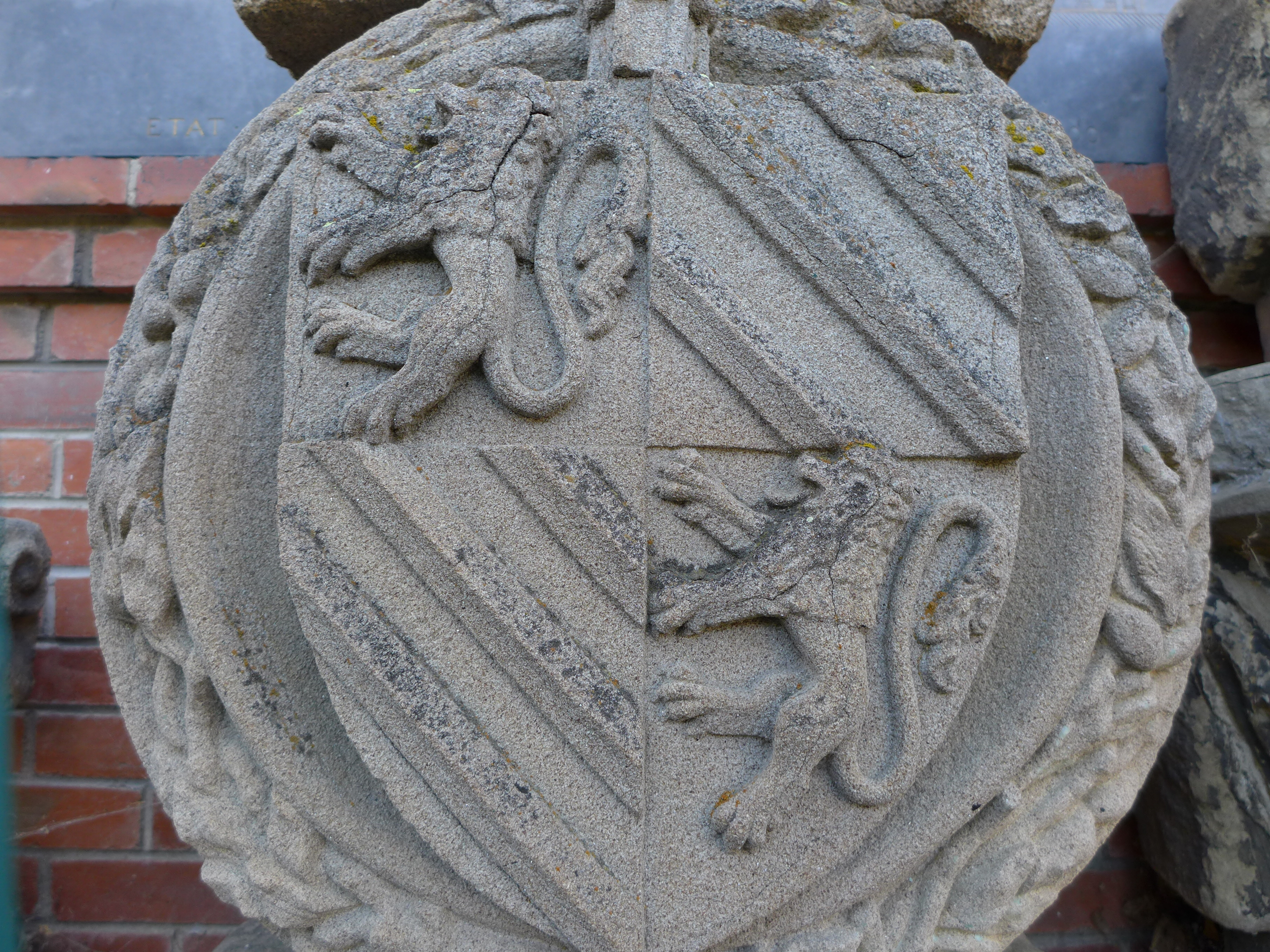
Armoiries de Nectaire de Saint-Nectaire : vestige de l'ancienne église